# Fédération suisse de Scrabble
La Fédération suisse de Scrabble (FSSc) est une association qui réunit les joueurs du jeu Scrabble en Suisse. La fédération possède plus de 300 membres répartis dans 28 clubs dont 5 clubs scolaires. Depuis octobre 2019, sa présidente est Dominique Pittet. Elle succède à Kévin Meng. La FSSc est membre de la Fédération internationale de Scrabble francophone.
La FSSc a organisé les Championnats du monde de Scrabble francophone en 1981 (Montreux), 1986 (Lausanne), 1991 (Fleurier), 1995 (Ovronnaz, 1999 (Bulle), 2005 (Neuchâtel), 2011 (Montreux), 2017 à Martigny puis 2023 (Bulle). La FSSc organisera à nouveau les Championnats du monde 2027 (Bulle)
Il n'existe pas de fédération suisse germanophone ou italophone de Scrabble.

## Palmarès
Le champion actuel en Scrabble duplicate est Étienne Budry qui a conquis un nouveau titre après celui de 2024 à Montreux. Hugo Delafontaine avait 14 ans lorsqu'il a remporté le championnat national en 2002. Le champion actuel en blitz est Hugo Delafontaine nouveau titre helvétique après son titre mondial conquis en juillet 2024 à MOntauban. En parties originales Hugo Delafontaine gagne la couronne 2025 à +3 à Montreux. La joueuse qui a remporté le championnat de Suisse le plus de fois est Véronique Keim, avec 5 victoires en 7 ans entre 1989 et 1995. 
Aux Championnats du monde, trois Suisses sont devenus champions du monde de Scrabble duplicate : Jean-Pierre Hellebaut en 2002 et 2003, Hugo Delafontaine en 2009 et 2014, David Bovet en 2012 et 2015.
En Scrabble classique, Benoit Delafontaine, titre glané à Bulle en février 2025.